# The Rise and Fall of the Confederate Government
The Rise and Fall of the Confederate Government (in italiano L'ascesa e la caduta del governo confederato) è un libro scritto da Jefferson Davis, il quale ha servito come Presidente degli Stati Confederati d'America durante la Guerra civile americana. Pubblicato nel 1881, il libro narra la storia della Confederazione, dall'ascesa del movimento secessionista nel Sud degli Stati Uniti fino alla sua sconfitta nella guerra civile e al suo successivo crollo.

## Composizione
Il libro è diviso in tre sezioni:
Parte I: The Rise of the Confederate Government
- The Subject Stated
- Origin of the Constitution
- Formation of the Confederacy
- Establishment of the Government
- Organizing the Government
- Preparations for Defense
- Inauguration of President Davis
- Diplomatic Recognition
- The Confederate States of America

Parte II: The War
- The Battle of Manassas
- The Work of 1861
- The Year 1862
- The Campaign in Mississippi
- The Year 1863
- The Capture of Vicksburg
- The Capture of Port Hudson
- Military Operations in Georgia
- The Work of 1864
- The Surrender of General Lee
- The Work of 1865

Parte III: The Fall of the Confederate Government
- The Capture of President Davis
- Release on Bail
- Out of Prison
- Conclusion

## Contenuto
Nel libro, Davis offre una prospettiva personale e politica sulla formazione e sul funzionamento della Confederazione, discutendo le motivazioni della secessione, le controversie costituzionali, le lotte militari e le sfide politiche affrontate dal governo confederato. Davis difende la causa confederata, sostenendo il diritto degli Stati del Sud di secedere dall'Unione e di difendere la schiavitù come una istituzione sociale e economica.
Il libro fornisce un'analisi dettagliata degli eventi chiave della guerra civile, inclusi i principali comandanti e le battaglie significative, mentre Davis esplora anche le questioni politiche e sociali che hanno contribuito alla nascita e al declino della Confederazione. La narrazione riflette il punto di vista dei confederati e offre una preziosa risorsa per comprendere il periodo della guerra civile americana dal punto di vista del Sud.